# Mateo Maraš
Mateo Maraš (* 17. Dezember 2000 in Split) ist ein kroatischer Handballspieler.

## Karriere

### Verein
Mateo Maraš spielte in der Handballschule von Ivano Balić und Petar Metličić. In der Saison 2020/21 wurde der 2,03 m große rechte Rückraumspieler an den nordmazedonischen Verein RK Eurofarm Pelister ausgeliehen, mit dem er an der EHF European League teilnahm. Anschließend wurde er von Pelister fest verpflichtet. 2021 gewann er den nordmazedonischen Supercup. Ab 2022 lief er für den ungarischen Erstligisten MOL-Tatabánya KC auf.
Zur Saison 2025/26 unterschrieb er einen Zweijahresvertrag bei Paris Saint Germain.

### Nationalmannschaft
Mit der kroatischen Nationalmannschaft belegte Maraš bei der Europameisterschaft 2022 den 8. Platz, dabei warf er zwei Tore in drei Partien. Bei der Weltmeisterschaft 2025 warf Maraš 25 Tore in neun Partien und gewann mit Kroatien die Silbermedaille.

## Privates
Sein Vater Ivica Maraš war ebenfalls Handballnationalspieler und Mitglied der kroatischen Delegation bei der Euro 2022.